# Universidad Autónoma Gabriel René Moreno
La Universidad Autónoma Gabriel René Moreno (UAGRM) es una universidad pública boliviana fundada el 11 de enero de 1880, en la ciudad de Santa Cruz de la Sierra. Lleva su nombre en honor del ilustre pensador, historiador y literato boliviano Gabriel René Moreno, nacido en la misma ciudad.
Según el Ranking Web de Universidades, Webometrics 2021, es considerada la cuarta mejor universidad de Bolivia.

## Historia
Se fundó el 11 de enero de 1880 con el nombre de Universidad de Santa Cruz, por iniciativa del Dr. Felipe Leonor Ribera y el obispo cruceño Juan José Baldivia. Previamente, el Estado boliviano, presidido por Hilarión Daza, emitió el Decreto Supremo de 15 de diciembre de 1879, que ordenó la creación de la universidad para satisfacer las demandas de la juventud en la ciudad de Santa Cruz de la Sierra, que hasta ese momento debía viajar a otras ciudades en el país como Sucre o La Paz para obtener un título de profesional.
Posteriormente, en 1898, la casa de estudios pasó a denominarse Universidad Santo Tomás de Aquino. Más adelante, para 1911, recibió su nombre actual, el de Universidad Autónoma Gabriel René Moreno, en homenaje al literato cruceño.
La universidad inicialmente ofrecía  3 carreras: teología, medicina y derecho, así se mantuvo por cerca de 50 años, pero con el crecimiento poblacional y desarrollo de Santa Cruz, la universidad fue aumentando las áreas de enseñanzas de acuerdo a las necesidades del medio. A partir de 1940 nuevas carreras fueron ofrecidas a los jóvenes.
Ese año, durante la gestión del rector Rómulo Herrera, se construyó el edificio central de la UAGRM en la esquina de las calles Junín y Libertad de la ciudad de Santa Cruz.
En aquella época la universidad ya contaba con 100 alumnos, en 1970 con 1.863, en 1980 con 6.245, en 1990 con 12.000 y en 2020 superó los 80.000 alumnos.

## Facultades y carreras
La UAGRM cuenta con 12 Facultades en la ciudad, 6 Facultades Integrales en las provincias del departamento, 5 Unidades Provinciales con carreras técnicas, 56 Direcciones de Carrera, 6 Direcciones Universitarias, 25 Centros de Investigación, una planta de más de 1500 docentes y en sus aulas se forman alrededor de 70,000 estudiantes. Además de contar con 48 programas de formación profesional de nivel licenciatura y 7 de nivel técnico superior.

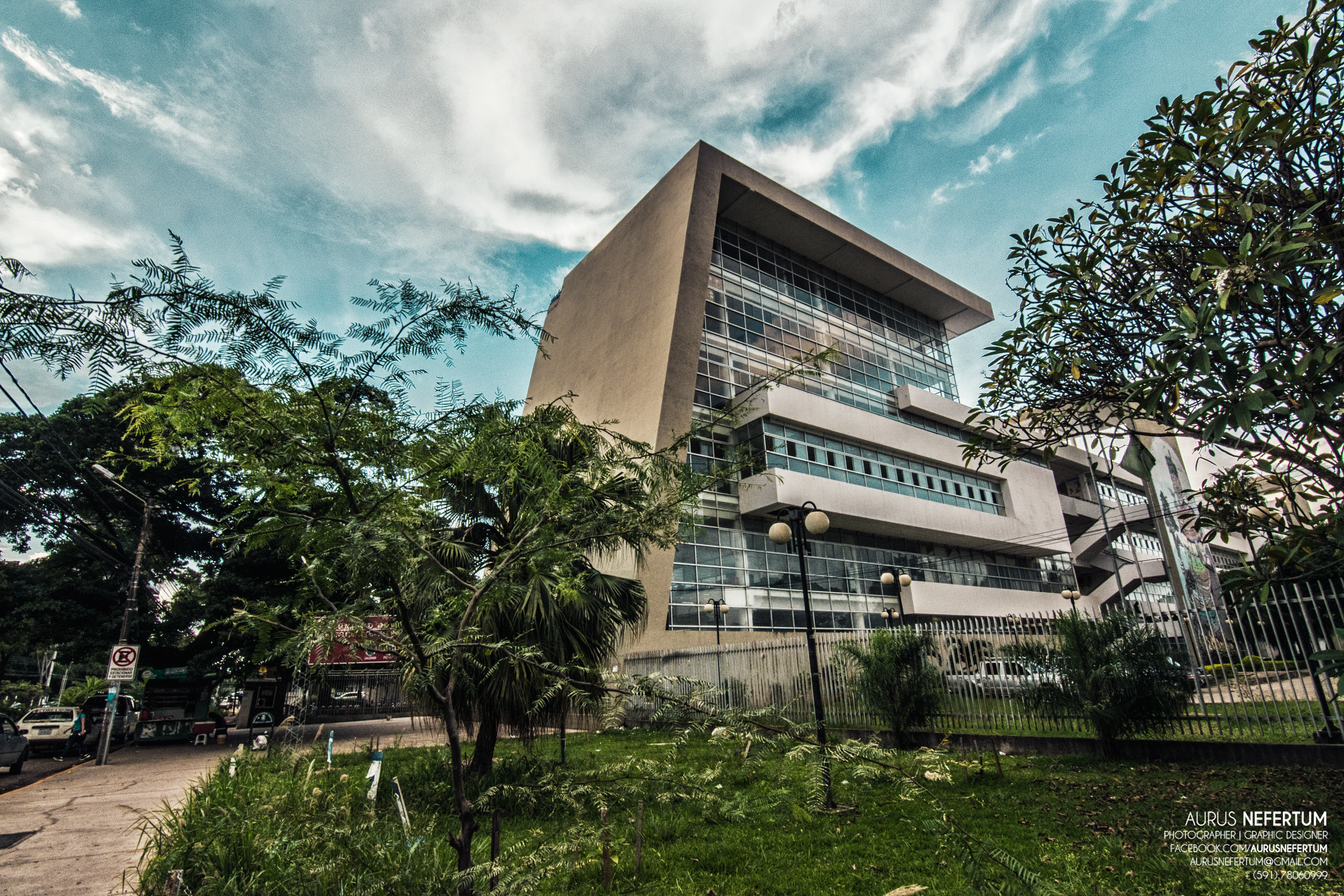
Facultad de Ciencias del Hábitat, Diseño y Arte en el barrio Equipetrol.

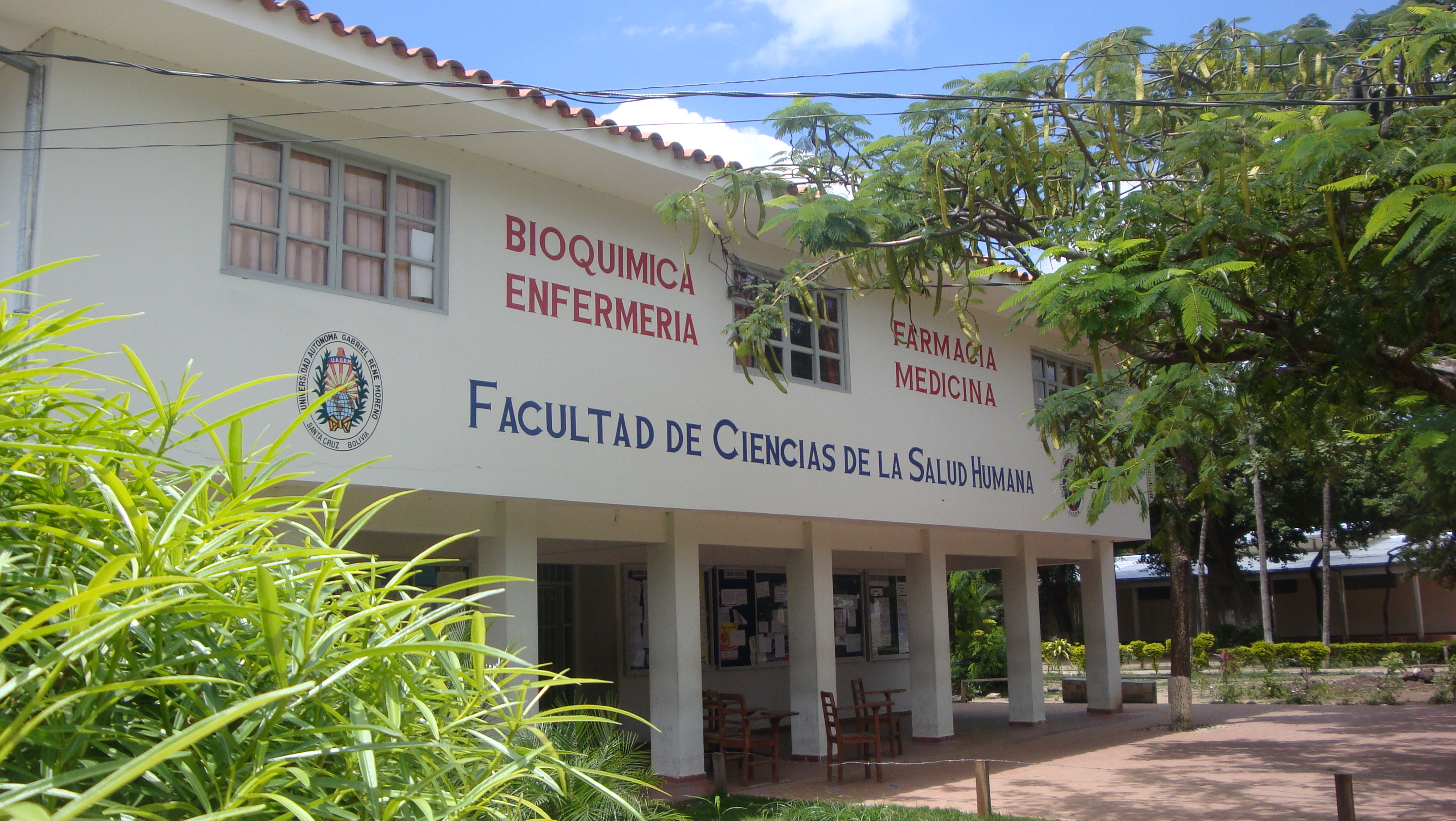
Facultad de Ciencias de la Salud Humana.

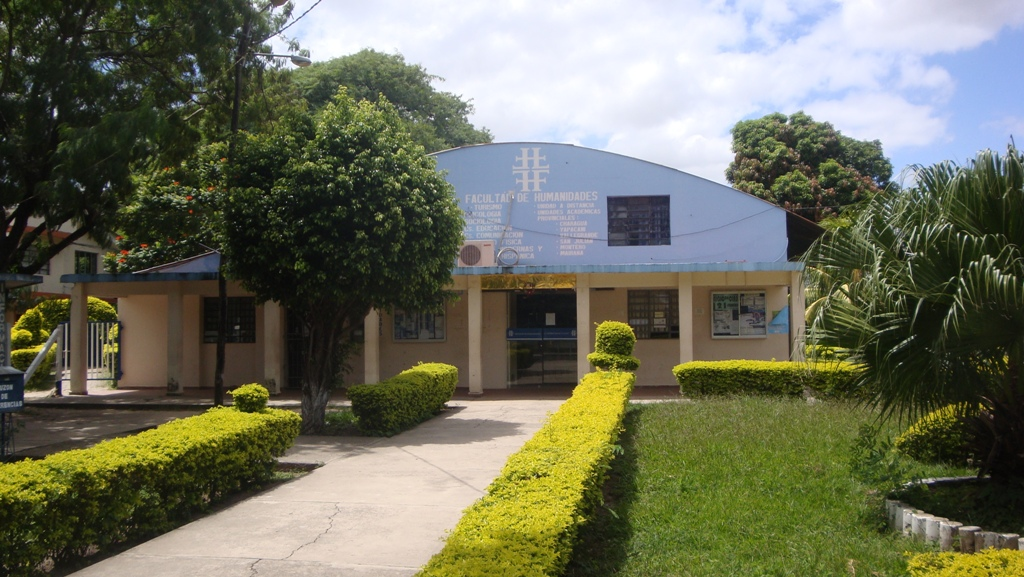
Facultad de Humanidades.

| Facultad                                                                        | Carreras                                  |
| ------------------------------------------------------------------------------- | ----------------------------------------- |
| Facultad Politécnica                                                            | Ingeniería en Agrimensura                 |
| Facultad Politécnica                                                            | Ingeniería en Metalúrgica                 |
| Facultad Politécnica                                                            | Ingeniería en Materiales                  |
| Facultad Politécnica                                                            | Electrónica y Telecomunicaciones          |
| Facultad Politécnica                                                            | Mecánica general                          |
| Facultad Politécnica                                                            | Electricidad industrial                   |
| Facultad Politécnica                                                            | Ofimática                                 |
| Facultad Politécnica                                                            | Construcciones civiles                    |
| Facultad de Ciencias Agrícolas                                                  | Ingeniería forestal                       |
| Facultad de Ciencias Agrícolas                                                  | Ingeniería agrícola                       |
| Facultad de Ciencias Agrícolas                                                  | Ciencias ambientales                      |
| Facultad de Ciencias Agrícolas                                                  | Ingeniería agronómica                     |
| Facultad de Ciencias Agrícolas                                                  | Biología                                  |
| Facultad de Ciencias Económicas y Empresariales                                 | Administración de empresas                |
| Facultad de Ciencias Económicas y Empresariales                                 | Ingeniería comercial                      |
| Facultad de Ciencias Económicas y Empresariales                                 | Economía                                  |
| Facultad de Ciencias Económicas y Empresariales                                 | Ingeniería financiera                     |
| Facultad de Ciencias Económicas y Empresariales                                 | Comercio Internacional                    |
| Facultad de Ciencias Exactas y Tecnología                                       | Ingeniería de alimentos                   |
| Facultad de Ciencias Exactas y Tecnología                                       | Ingeniería ambiental                      |
| Facultad de Ciencias Exactas y Tecnología                                       | Ingeniería civil                          |
| Facultad de Ciencias Exactas y Tecnología                                       | Ingeniería electromecánica                |
| Facultad de Ciencias Exactas y Tecnología                                       | Ingeniería Industrial                     |
| Facultad de Ciencias Exactas y Tecnología                                       | Ingeniería petrolera                      |
| Facultad de Ciencias Exactas y Tecnología                                       | Ingeniería química                        |
| Facultad de Ciencias Exactas y Tecnología                                       | Ingeniería en Control de Procesos         |
| Facultad de Ingeniería en Ciencias de la Computación y Telecomunicaciones       | Ingeniería informática                    |
| Facultad de Ingeniería en Ciencias de la Computación y Telecomunicaciones       | Ingeniería de sistemas                    |
| Facultad de Ingeniería en Ciencias de la Computación y Telecomunicaciones       | Ingeniería en redes y telecomunicaciones  |
| Facultad de Ciencias Jurídicas,Políticas, Sociales y Relaciones Internacionales | Relaciones internacionales                |
| Facultad de Ciencias Jurídicas,Políticas, Sociales y Relaciones Internacionales | Ciencia política y Administración pública |
| Facultad de Ciencias Jurídicas,Políticas, Sociales y Relaciones Internacionales | Derecho                                   |
| Facultad de Ciencias Jurídicas,Políticas, Sociales y Relaciones Internacionales | Trabajo social                            |
| Facultad de Ciencias Veterinarias y Zootecnia                                   | Medicina veterinaria y zootecnia          |
| Facultad de Humanidades                                                         | Actividad física                          |
| Facultad de Humanidades                                                         | Administración educativa                  |
| Facultad de Humanidades                                                         | Gestión del turismo                       |
| Facultad de Humanidades                                                         | Ciencias de la educación                  |
| Facultad de Humanidades                                                         | Sociología                                |
| Facultad de Humanidades                                                         | Educación primaria                        |
| Facultad de Humanidades                                                         | Psicología                                |
| Facultad de Humanidades                                                         | Ciencias de la comunicación               |
| Facultad de Humanidades                                                         | Ciencias de la comunicación distancia     |
| Facultad de Humanidades                                                         | Lenguas modernas y filología hispánica    |
| Facultad de Ciencias de la Salud Humana                                         | Medicina                                  |
| Facultad de Ciencias de la Salud Humana                                         | Enfermería                                |
| Facultad de Ciencias de la Salud Humana                                         | Odontología                               |
| Facultad de Ciencias Farmacéuticas y Bioquímicas                                | Farmacia                                  |
| Facultad de Ciencias Farmacéuticas y Bioquímicas                                | Bioquímica                                |
| Facultad de Ciencias del Hábitat, Diseño y Arte                                 | Arquitectura                              |
| Facultad de Ciencias del Hábitat, Diseño y Arte                                 | Arte                                      |
| Facultad de Ciencias del Hábitat, Diseño y Arte                                 | Diseño integral                           |
| Facultad de Ciencias del Hábitat, Diseño y Arte                                 | Planificación territorial                 |
| Facultad de Auditoría Financiera o Contaduría Pública                           | Contaduría pública                        |
| Facultad de Auditoría Financiera o Contaduría Pública                           | Información y control de gestión          |

### Facultades Integrales
| Facultad                                 | Carreras                              |
| ---------------------------------------- | ------------------------------------- |
| Facultad Integral del norte              | Medicina                              |
| Facultad Integral del norte              | Enfermería                            |
| Facultad Integral del norte              | Ciencias de la Educación              |
| Facultad Integral del norte              | Veterinaria y Zootecnia               |
| Facultad Integral del norte              | Derecho                               |
| Facultad Integral del norte              | Ingeniería Industrial                 |
| Facultad Integral del norte              | Ingeniería en sistemas                |
| Facultad Integral del norte              | Ingeniería Comercial                  |
| Facultad Integral del norte              | Contaduría Pública                    |
| Facultad Integral del norte              | Ingeniería Petrolera                  |
| Facultad Integral Chiquitana             | Ingeniería Agropecuaria               |
| Facultad Integral Chiquitana             | Contaduría Pública                    |
| Facultad Integral Chiquitana             | Zootecnia                             |
| Facultad Integral del Chaco              | Administración de empresas            |
| Facultad Integral del Chaco              | Ciencias de la educación              |
| Facultad Integral del Chaco              | Contaduría Pública                    |
| Facultad Integral del Chaco              | Derecho                               |
| Facultad Integral del Chaco              | Educación Intercultural               |
| Facultad Integral del Chaco              | Enfermería                            |
| Facultad Integral del Chaco              | Ingeniería del Petróleo y Gas Natural |
| Facultad Integral del Chaco              | Ingeniería Agropecuaria               |
| Facultad Integral del Chaco              | Ingeniería en Sistemas                |
| Facultad Integral del Chaco              | Ingeniería Industrial                 |
| Facultad Integral del Chaco              | Ingeniería Informática                |
| Facultad Integral del Chaco              | Ingeniería Socio Ambiental            |
| Facultad Integral del Chaco              | Odontología                           |
| Facultad Integral de Ichilo              | Administración de empresas            |
| Facultad Integral de Ichilo              | Ciencias de la educación              |
| Facultad Integral de Ichilo              | Enfermería                            |
| Facultad Integral de Ichilo              | Ingeniería Agropecuaria               |
| Facultad Integral de Ichilo              | Contaduría Pública                    |
| Facultad Integral de Ichilo              | Derecho                               |
| Facultad Integral de Ichilo              | Ingeniería Comercial                  |
| Facultad Integral de Ichilo              | Ingeniería en Sistemas                |
| Facultad Integral de Ichilo              | Ingeniería Financiera                 |
| Facultad Integral de Ichilo              | Ingeniería Petrolera                  |
| Facultad Integral de Ichilo              | Medicina Veterinaria y Zootecnia      |
| Facultad Integral de los Valles Cruceños | Ingeniería Agropecuaria               |
| Facultad Integral de los Valles Cruceños | Contaduría Pública                    |
| Facultad Integral de los Valles Cruceños | Ingeniería de Sistemas                |
| Facultad Integral del Noreste            | Ingeniería Agropecuaria               |
| Facultad Integral del Noreste            | Ciencias de la educación              |
| Facultad Integral del Noreste            | Contaduría Pública                    |
| Facultad Integral del Noreste            | Enfermería                            |

## Modos de admisión
Las modalidades de admisión que ofrece la universidad a través del Departamento de Admisión Estudiantil son las siguientes:
- La Prueba de Suficiencia Académica (PSA)
- El Programa de Admisión Básica (PAB)
- Ingreso libre a los campesinos.
- Ingreso libre a los pueblos indígenas.
- Ingreso libre a los deportistas.
- Ingreso libre a provincias.
- Ingreso libre al concurso de méritos de matemáticas.

## Gobierno, elecciones y políticas

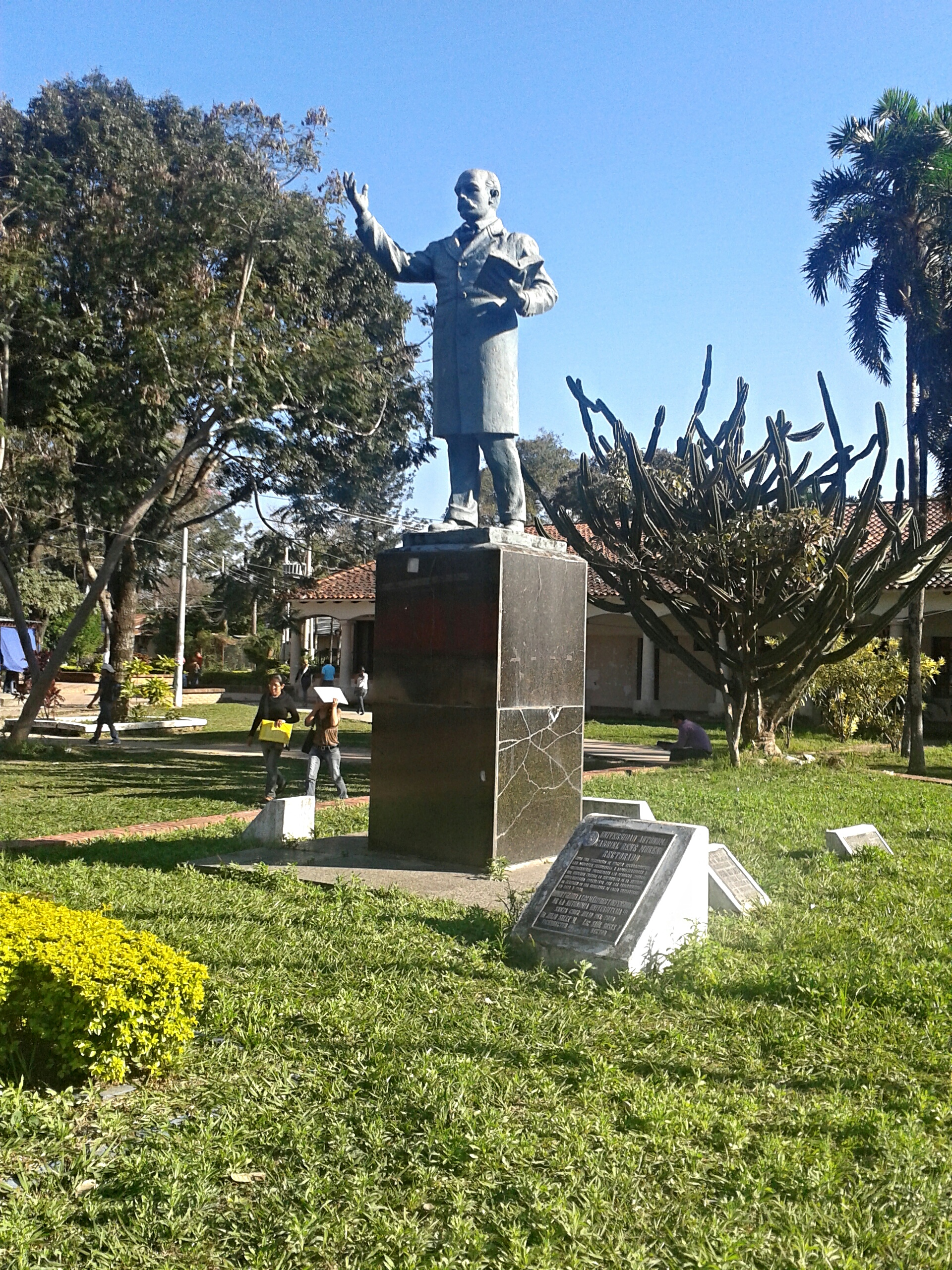
Monumento a Gabriel René Moreno dentro del campus universitario.

### Estatuto orgánico
El Estatuto Orgánico de la Universidad Autónoma Gabriel René Moreno, vigente desde febrero del 2019, establece el modelo de gobierno universitario en el que se rige dicha institución.

### Gobierno

#### Cogobierno
La UAGRM se basa en el Cogobierno paritario Docente - Estudiantil los cuales forman las máximas instancias de decisión dentro de la universidad, en sus distintos niveles de administración: carreras, facultades y universidad; en donde, tanto docentes como estudiantes tienen los mismos derechos y obligaciones, para poder elegir y ser elegidos, con el principio de democracia e igualdad, para poder decidir sobre el rumbo que tomará la universidad.
El cogobierno lo ejercen estudiantes y docentes en los Consejos de los distintos niveles de decisión:
- El Ilustre Consejo Universitario de la UAGRM es la máxima instancia de decisión de la universidad, la preside el Rector y está compuesta por dos delegados docentes y dos estudiantes por cada facultad de la UAGRM, más dos delegados por la Federación Universitaria Local, dos delegados por la Federación Universitaria de Profesores y un delegado por el Sindicato de Trabajadores Universitarios, este último con derecho a voto sólo cuando se tratan temas administrativos que involucren a los trabajadores.

- Los Honorables Consejos Facultativos de la UAGRM, son la máxima instancia de representación dentro de una facultad, la preside el Decano de la facultad y está compuesta por un delegado docente y un delegado estudiante por cada carrera de la facultad, en caso de que la facultad tenga menos de tres carreras, los delegados serán dos docentes y dos estudiantes por cada carrera; pueden asistir con derecho a voz y voto los delegados al Ilustre Consejo Universitario que representan a dicha facultad.

- Los Consejos de Carrera de la UAGRM, son la máxima representación dentro de una carrera, estos los preside el director de carrera y está formada por dos delegados docentes y dos delegados estudiantiles, al mismo asisten con derecho a voz y voto los delegados al Consejo Facultativo que representan a dicha carrera.

Los consejeros son electos en elecciones por cada estamento y separadas por cada facultad o carrera a la que van a representar; los consejos al ser instancias máximas tienen atribuciones que van por encima de la autoridad en su respectivo nivel, así por ejemplo el Ilustre Consejo Universitario puede tomar decisiones que el Rector está obligado a acatar; los Honorables Consejos Facultativos pueden tomar decisiones por encima del Decano y el Consejo de Carrera toma decisiones por encima del Director de carrera.

#### Los estamentos
También se reconocen dos estamentos que son parte de la universidad, el estamento docente y el estamento estudiantil, ambos con asociaciones gremiales reconocidas por la institución.
En el estamento Estudiantil:
- Los Centros de Estudiantes, son las organizaciones gremiales que representan a los estudiantes de una carrera.
- Los Intercentros, están compuestos por estudiantes que son de los distintos centros de estudiantes de una misma facultad.
- La Federación Universitaria Local (F.U.L.), es la máxima organización gremial estudiantil de toda la universidad.

En el estamento Docente:
- Las Asociaciones de Docentes, que son asociaciones gremiales que representan a los docentes de una misma facultad.
- La Federación Universitaria de Profesores (F.U.P.), es la máxima organización del gremio docente de toda la universidad.

#### Otros gremios
El gremio de los trabajadores universitarios también es reconocido por la universidad, aunque no se lo trata como un estamento integral dentro de la universidad; el máximo representante es el Sindicato de Trabajadores Universitarios.

#### Rectores
| - Obispo Juan José Valdivia (Primer Rector) |

### Elecciones
Cada estamento puede elegir sus respectivos representantes ante los distintos órganos de cogobierno, así como representantes gremiales y en el claustro universitario.

### Política interna
El análisis del contexto nos muestra escenarios actuales y perspectivos que plantean grandes desafíos y exigen grandes transformaciones, es característico el sindicalismo en grupos de adultos que tomaron las direcciones de grupos estudiantiles, a quienes se denominan dinosaurios cuyas edades desbordan los 30 años de edad, cuyo fin es pactar y aprobar políticas del rectorado de turno, cargo ambicionado y utilizado para permanecer en el poder ya que dispone de inmensa cantidad de efectivo comparable al destinado para el departamento donde se encuentra. Estos escenarios se caracterizan por la masificación de la matrícula de la Universidad, el nacimiento de decenas de centros educativos del nivel terciario, la emergencia de nuevos y distintos programas de formación profesional, la necesidad de acreditar la calidad de los servicios educativos, la obligación de responder con pertinencia a las demandas del mundo del trabajo y del desarrollo de la sociedad, la urgencia de incorporar a los proceso de formación de los futuros profesionales los avances de la ciencia y la tecnología, cuyo desarrollo acelerado apresura el envejecimiento de los saberes. El Comité Ejecutivo de la Universidad Boliviana exige que para dictar docencia universitaria se debe tener el grado de maestría en educación superior, nivel que alcanzaron costeado con recursos públicos por la mitad de catedráticos al 2023 la otra mitad todavía no cuentan con este logro.